# Slarang Lor
Slarang Lor is een bestuurslaag in het regentschap Tegal van de provincie Midden-Java, Indonesië. Slarang Lor telt 5412 inwoners (volkstelling 2010).